# 今治市立岡村小学校

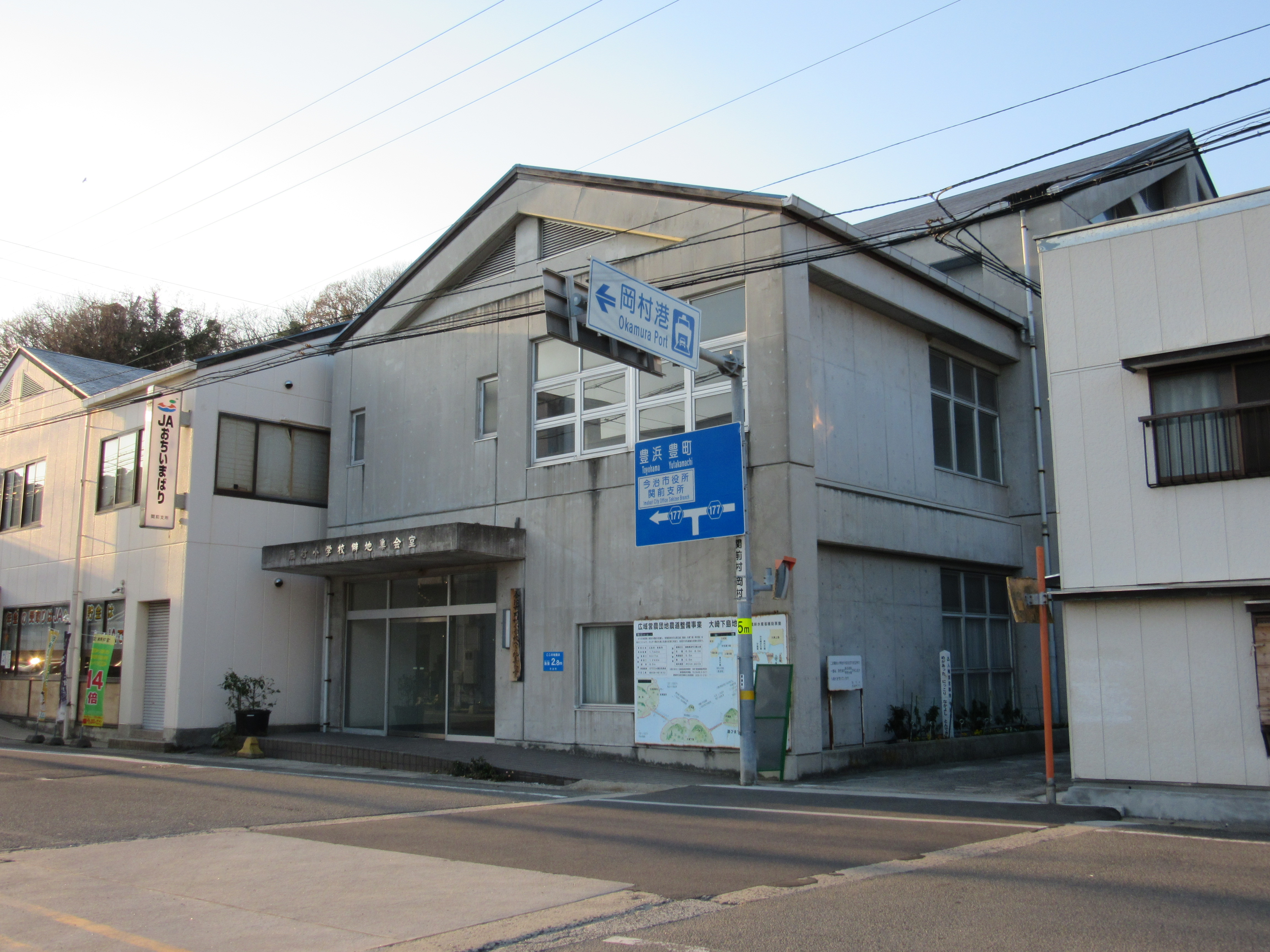
岡村小学校へき地集会室

今治市立岡村小学校（いまばりしりつおかむらしょうがっこう）は、愛媛県今治市にある公立小学校。校舎2階には今治市立関前中学校が併設されている。
1940年代後半には児童数が500人を超えていた。2019年度（令和元年度）は児童数がゼロとなって休校したが、2020年（令和2年）4月には3人が入学して再開した。

## 沿革
- 1876年（明治9年） - 岡村小学校として開校[2]。
- 1887年（明治20年）4月30日 - 岡村簡易小学校に改称[2]。
- 1887年（明治20年）6月1日 - 関前村立岡村尋常小学校に改称。
- 1901年（明治34年）3月31日 - 関前村立岡村尋常小学校を廃止し、関前村立岡村尋常高等小学校を設置[2]。
- 1941年（昭和16年）4月1日 - 関前村立岡村国民学校に改称[2]。
- 1947年（昭和22年）4月1日 - 学制改革により関前村立岡村小学校に改称[2]。
- 1956年（昭和31年）7月 - 新校舎が竣工[2]。
- 1977年（昭和52年）2月27日 - 百周年記念式典を挙行[2]。
- 1998年（平成10年）1月 - 新校舎が竣工[2]。
- 2005年（平成17年）1月16日 - 市町村合併に伴い、今治市立岡村小学校に改称[2]。
- 2019年（令和元年） - 児童数減少により休校。
- 2020年（令和2年） - 7年ぶりに児童が入学[3][1]。学校再開。

## 著名な出身者
- 長野翼 - 元フジテレビアナウンサー